# Macky Bagnack
Macky Frank Bagnack Mouegni (* 7. Juni 1995 in Yaoundé) ist ein kamerunischer Fußballspieler.

## Karriere

### Verein
Bagnack kam 2008 gemeinsam mit seinem Landsmann Jean Marie Dongou über die Stiftung Samuel Eto’os zum FC Barcelona. Die Scouts des FC Barcelona hatten ihn bei einem U-12-Turnier auf Lanzarote entdeckt. Im Alter von 15 Jahren, Ende 2010, brach er sich bei einem Freundschaftsspiel in Brasilien gegen Cruzeiro Belo Horizonte das Bein und fiel dadurch für ein halbes Jahr aus. Erst im Sommer 2011 gab er sein Comeback und nahm schließlich mit der A-Jugend des FC Barcelona an der NextGen Series 2011/12 teil, bei der die Katalanen das Viertelfinale erreichten.
Am 8. September 2012 debütierte Bagnack in der spanischen Segunda División. Beim 1:0-Auswärtserfolg seiner Mannschaft wurde er eine Viertelstunde vor Spielschluss für Kiko eingewechselt.
Ende Januar 2014 verlängerte Bagnack seinen Vertrag bis zum 30. Juni 2017; seine Ausstiegsklausel lag bei 12. Mio. Euro.
Im Januar 2016 wechselte er nach Frankreich zur Zweitmannschaft des FC Nantes. Zur Saison 2016/17 kehrte er nach Spanien zurück, wo er sich dem Zweitligisten Real Saragossa anschloss. Für Saragossa absolvierte er in jener Saison sieben torlose Ligaspiele.
Im August 2017 wechselte er zum österreichischen Bundesligisten FC Admira Wacker Mödling, bei dem er einen bis Juni 2019 gültigen Vertrag erhielt.
Zur Saison 2018/19 wechselte er nach Slowenien zum NK Olimpija Ljubljana, bei dem er einen bis Juni 2021 laufenden Vertrag erhielt. Im Sommer 2020 schloss er sich FK Partizan Belgrad an. Ab Juli 2021 stand er beim FK Qairat Almaty unter Vertrag. Im Januar 2023 wechselte er leihweise nach Russland zum FK Nischni Nowgorod. Verletzungsbedingt spielte er aber nur einmal in der Abstiegsrelegation für Nischni Nowgorod.
Im Juli 2023 kehrte er dann wieder nach Almaty zurück.

### Nationalmannschaft
Nachdem Bagnack bereits am 13. Oktober 2013 in der afrikanischen WM-Qualifikation erstmals in die Nationalmannschaft Kameruns berufen, jedoch nicht eingesetzt wurde, durfte er am 7. Januar 2015 beim 1:1-Unentschieden im Freundschaftsspiel gegen die Demokratische Republik Kongo sein Debüt in der Nationalmannschaft geben. Er wurde in der Halbzeit anstelle von Raoul Loé eingewechselt. Nur drei Tage danach durfte Bagnack beim 1:1 im freundschaftlichen Länderspiel gegen Südafrika  über die volle Spielzeit mitwirken. Beim nachfolgenden Afrika-Cup 2015 war er Mitglied des Kaders, wurde jedoch nicht eingesetzt.

## Erfolge
- Slowenischer Pokalsieger: 2019
- Kasachischer Pokalsieger: 2021